# Miroslav Votava
Miroslav „Mirko” Votava (ur. 25 kwietnia 1956 w Pradze) – niemiecki piłkarz pochodzenia czeskiego, występujący na pozycji pomocnika.

## Kariera
W niemieckiej Bundeslidze rozegrał 546 meczów, co jest czwartym wynikiem w jej historii. W wieku 40 lat i 121 dni został najstarszym zdobywcą bramki w historii tej ligi, strzelając ją w meczu przeciwko VfB Stuttgart. W Reprezentacji RFN rozegrał 5 meczów. Wystąpił na Euro 1980. W latach 2002–2004 był trenerem Unionu Berlin.

## Sukcesy piłkarskie
- Mistrzostwo Europy (1980)
- Mistrzostwo Niemiec (1988, 1993)
- Zwycięstwo w Pucharze Króla (1985)
- Zwycięstwo w Pucharze Niemiec (1991, 1994)
- finalista Pucharu Niemiec (1990, 1990)
- Zwycięstwo w Pucharze Zdobywców Pucharów (1992)